# ゼブラ・テクノロジーズ
ゼブラ・テクノロジーズ・コーポレーション（Zebra Technologies Corporation）は、リアルタイムで感知、分析、行動するための技術に特化した、アメリカのモバイルコンピューティング企業で、スマートデータキャプチャとして知られている。
同社はマーキング、トラッキング、コンピュータ印刷技術を製造・販売しており、製品にはモバイルコンピュータとタブレット、ソフトウェア、感熱式バーコードラベルとレシートプリンタ、RFIDスマートラベルプリンタ/エンコーダ/固定式&ハンドヘルドリーダ/アンテナ、自律型モバイルロボット（AMR）とマシンビジョン（MV）、固定式産業用スキャニングハードウェアとソフトウェアが含まれる。

## 沿革
ゼブラは1969年、高速電気機械製品のメーカー、Data Specialties Incorporatedとして設立された。1982年にオンデマンドラベリングと発券システムの専門分野に重点を移し、1986年にゼブラ・テクノロジーズ・コーポレーションとなった。1991年に株式公開企業となった。
1998年、エルトロン・インターナショナルと合併。 2000年にはコムテック・インフォメーション・システムズを買収。 2003年にはフォトIDプリンターメーカーであったアトランティック社を買収した。
2004年、RFIDスマートラベル製造に進出。その後、Swecoin、WhereNet Corp、Proveo AG、 Navis Holdings（後に2011年に売却）も買収した。
2008年にはEnterprise Solutions Group（ESG）を買収し、2009年にグループ名をZebra Enterprise Solutionsに変更。同年Multispectral Solutions, Inc.を買収。2012年、LaserBand社とStepOne Systems社を現金150万ドルで買収した。
2013年、プライベート・エクイティ会社Topspin Partners LBOから、9400万ドルでHart Systemsを買収。
2014年、34億5000万ドルでモトローラ・ソリューションズのエンタープライズ部門を買収し、モバイルコンピューティングと高度なデータキャプチャ通信技術およびサービスを提供。Zebraによるエンタープライズ部門の買収には、Symbol TechnologiesとPsionの製品ラインが含まれていた。また同年にはNFLのスタジアムでリアルタイム・ロケーション・システム（RTLS）を提供し、選手と関係者を追跡し、NFLにプログのデータを提供した。ゼブラとNFLのパートナーシップは2025年シーズンまで続いた。
2018年、高耐久性タブレットやその他の高耐久性ハードウェアのメーカーであるXplore Technologiesを買収。
2019年、医療業界に温度監視装置を提供するTemptime Corporationを買収。また同年、在庫ロスの追跡と特定に使用される製品ラインを開発した小売ソフトウェア会社Profitectも買収。
2020年、小売、フードサービス、ホスピタリティ、銀行業界向けに労働力スケジューリングとタスク管理ソフトウェアを提供するReflexis Systemsを5億7500万ドルで買収。
2021年、ZebraはAdaptive Vision（グラフィカルMVソフトウェアのプロバイダー）、Fetch Robotics（自律移動ロボットのメーカー）、Antuit.ai（AI搭載SaaSのプロバイダー）を買収。
2022年、マシンビジョンコンポーネントとシステムの開発会社Matrox Imagingを買収。

## 所在地

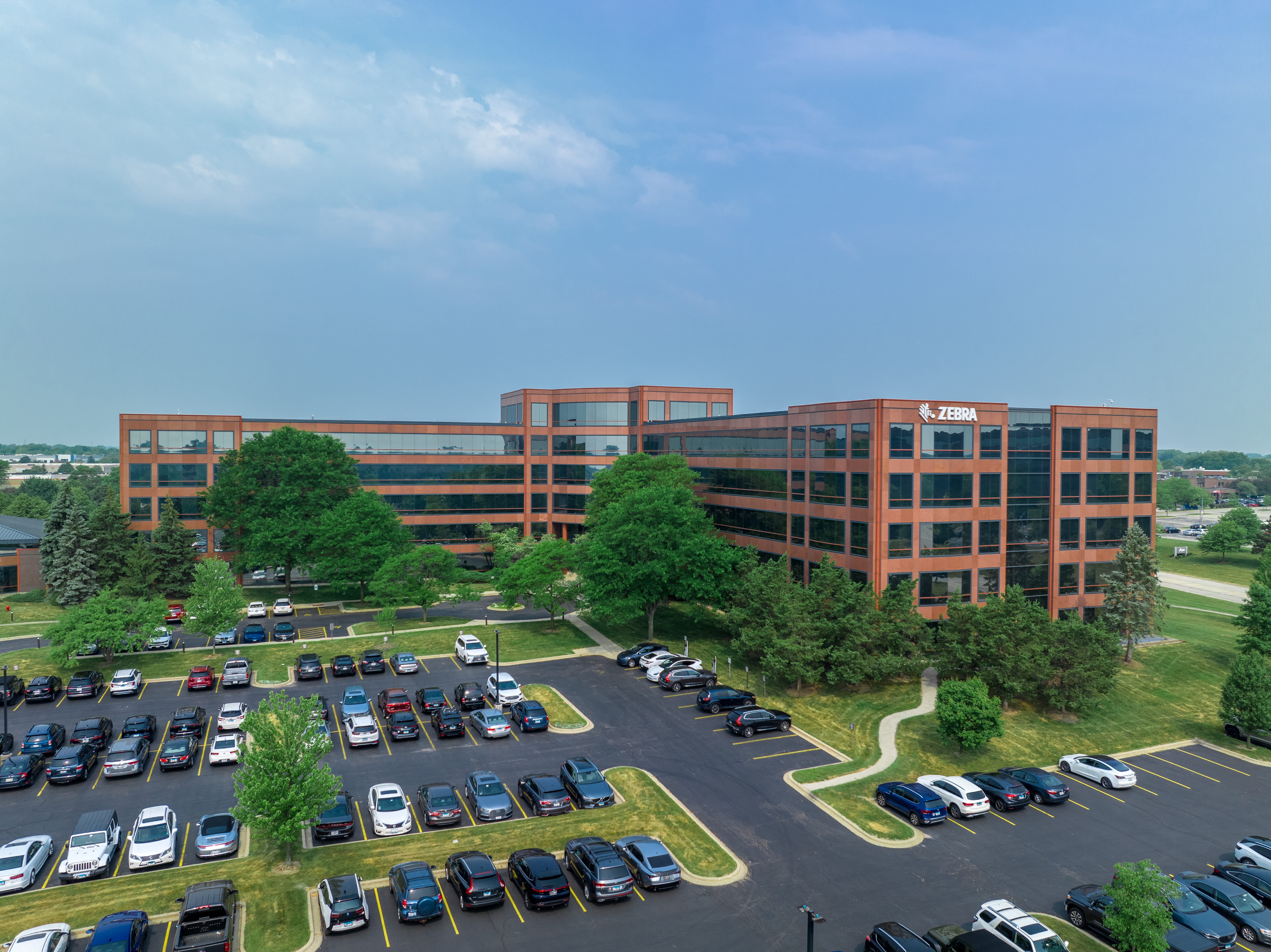
イリノイ州リンカーンシャー本社

ゼブラテクノロジーズは、オーストラリア、ブラジル、カナダ、中国、フランス、ドイツ、インド、日本、メキシコ、ロシア、アラブ首長国連邦、イギリスを含む55カ国に128以上のオフィスを構えている。
2021年の年次報告書では、ゼブラは180カ国で取引を行い、約128の施設と9,800人の従業員を擁しているとしている。

## 紹介
ニューズウィーク誌の「2023年アメリカで最も多様性に優れた職場」にゼブラが選ばれた。